# EUMM Iugoslàvia
L'EUMM Iugoslàvia (Missió d'Observació de la Unió Europea a Iugoslàvia, abans Missió de Seguiment de la Comunitat Europea, ECMM) va ser la primera operació de gestió de crisi de la Unió Europea, creada abans de la creació de la Política comuna de seguretat i defensa de la Unió Europea.

## Història
La primera EUMM va començar a funcionar el juliol de 1991 després de l'acord de Brioni sota el nom d'ECMM (European Community Monitor Mission). La missió va ser finançada per la Comissió Europea i estava formada per 75 especialistes sobre el terreny. La missió tenia la seva seu a Zagreb i la seva àrea designada incloïa Bòsnia i Hercegovina, Croàcia, Sèrbia, Montenegro, Albània i l'actual Macedònia del Nord. L'ECMM va passar a denominar-se Missió de Seguiment de la Unió Europea el 22 de desembre de 2000.
El gener de 1992, la missió es va suspendre breument després de la caiguda d'un helicòpter AB-205 de l'Exèrcit Italià el 7 de gener de 1992 vora Podrute (Novi Marof), i hi moriren cinc observadors (quatre italians : Silvano Natale, Fiorenzo Ramacci, Enzo Venturini, Marco Matta i un francès: Jean-Loup Eychenne) L'helicòpter fou tocat "per error" pels trets de coets i canons d'un MiG-21 de l'exèrcit aeri iugoslau.
En maig de 1992 els soldats de l'Exèrcit Federal Iugoslau mataren el comandant belga Bertrand Borrey vora Mostar (Bòsnia i Hercegovina). L'assistent del cap dels observadors de la missió fou trobat defenestrat el 1997. Segons els familiars de la víctima citats per A. Dumoulin i N. Gros-Verheyde, podria ser un assassinat pels serveis serbis i maquillat en suïcidi.
L'EUMM Iugoslàvia va acabar el 31 de desembre de 2007.